# Tavia latebra
Tavia latebra är en fjärilsart som beskrevs av George Francis Hampson 1926. Tavia latebra ingår i släktet Tavia och familjen nattflyn. Inga underarter finns listade i Catalogue of Life.